# Agi Lamm
Magdalena Agnes Lamm, conocida como Agi Lamm, (Budapest, 7 de junio de 1914 – Buenos Aires, 25 de agosto de 1996) fue una artista gráfica e ilustradora húngaro-argentina.

## Trayectoria
Hija única de un rico terrateniente, pasó su infancia en la puszta húngara. A mediados de los años 20, su familia se trasladó a Budapest donde cursó estudios en un internado durante un corto periodo de tiempo. A finales de esta década, Lamm se trasladó con su madre a Belgrado, donde tomó clases con Petrus Pallavicini, un conocido escultor dálmata. En 1930, se matriculó en la Escuela de Artes Aplicadas de Viena, cursando diseño de moda con el profesor Eduard Josef Wimmer-Wisgrill, un diseñador e ilustrador de moda, textil e interiores austríaco. Trabajó como escenógrafa en cabarets literarios vieneses.
En 1938, tras la incorporación de Austria al Tercer Reich alemán, tuvo que exiliarse a través de Francia, llegó a Bolivia en 1939 y a Argentina en 1940. En Buenos Aires, bajo el seudónimo Agi, inició una exitosa carrera como ilustradora de libros en varias editoriales. Su primer pedido fue la ilustración de canciones infantiles europeas. En 1945, recibió el primer premio del Festival Nacional Infantil por sus ilustraciones en el libro de Hans Christian Andersen La Sirenita. Trabajó con la pianista, también exiliada, Rita Kurzmann-Leuchter, ilustrando libros de música, y en los libros infantiles de Susi Hochstimm editados en la Editorial Abril.
También destacó como artesana. Sus tapices con escenas folklóricas de las provincias del norte argentino y sus muñecas de peluche y títeres en trajes nativos de Jujuy se convirtieron en objetos preciados para coleccionistas de arte popular en Argentina y en el exterior.

«Agi ama esta gente del norte, en parte porque le recuerdan su tierra natal. Ella ha elegido retratarlos.»
Fran Folsom, Jean Boyd: Fun with Folklore, undatierter Text, Österreichische Exilbibliothek,
Slg. Agi Lamm

Durante la última década de su vida, Lamm sufrió la enfermedad de Parkinson y fue incapaz de continuar con sus proyectos de arte y artesanía. Murió el 25 de agosto de 1996, en Buenos Aires. Su material de archivo se encuentra en la Osterreichische Exilbibliothek im Literaturhaus de Viena.

## Libros ilustrados (selección)
- Hermanos Grimm : Hansel y Gretel . Buenos Aires: Abril, 1948
- Hans Christian Andersen : La sirenetta . Milán: Mondadori, 1950 (it)
- Francisco Espínola : Saltoncito . Buenos Aires: Ed. Univ. de Buenos Aires, 1967
- Candelabro Rita Kurzmann: El pequeño violinista rondas, canciones, danzas populares argentinas arregladas para la enseñanza primaria para violín con acompañamiento de otro violín o de piano . Buenos Aires: Ricordi Americana, 1942
- Rita Kurzmann-Leuchter : Canciones infantiles Europeas . Buenos Aires: Ricordi Americana, 1950. (3ª ed.)
- Candelabro de Rita Kurzmann: Canciones de navidad . Buenos Aires Ricordi Americana, 1998
- Una aventura entre las flores . Buenos Aires: Abril, 1946
- Yo soy la familia quiquiriqui . Buenos Aires: Abril, 1949
- Susi Hochstimm: Yo soy el indiecito . Buenos Aires: Abril, 1950
- Susi Hochstimm: Yo soy el osito de juguete . Buenos Aires: Abril, 1950